# Le droit des gens (Vattel)
Het in 1758 gepubliceerde boek Le droit des gens ou principes de la loi naturelle appliqués à la conduite et aux affaires des Nations et des Souverains (Het volkenrecht, of principes van natuurrecht toegepast op de gedragingen en de zaken van naties en soevereinen) is het belangrijkste werk van de Zwitserse rechtsgeleerde Emer de Vattel. In dit boek zet hij op een systematische wijze de beginselen van het moderne volkenrecht uiteen. Hij kan dan ook als de vader van het moderne volkenrecht worden beschouwd. 
In dit boek toont Vattel zich een voorstander van het beginsel van volkssoevereiniteit, en verwerpt hij grotendeels het natuurrecht als basis voor het volkenrecht. Hij beargumenteert dat staten onderling ook recht kunnen scheppen (droit volontaire). Le droit des gens was aan het einde van de 18e en het begin van de 19e eeuw vooral populair in de Verenigde Staten.